# Kafkuh

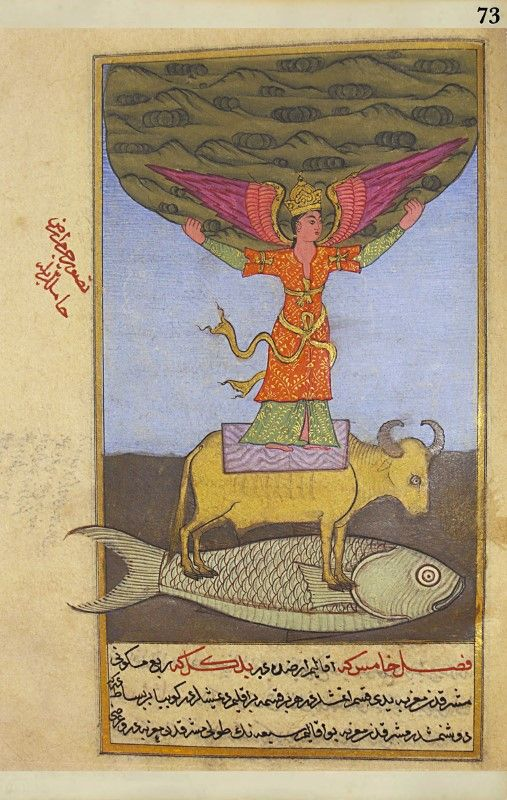
Cosmología de Al Qazwini

Kafkuh o Cafcuh es una montaña mitológica en la tradición iraní.
- قافکوه [qaafkuh] o کوه قاف [kuh-e qaaf] en idioma persa
- جبل قاف [jabal qaf] en árabe

Históricamente, los iranios nunca se extendieron más allá del norte del Cáucaso, por lo que sus leyendas envolvían esas altas montañas en un misterio.
Para ellos, el monte Kafkuh sería
- la montaña más alta del mundo
- la tierra de los demonios (aquellos seres que no obedecieron la religión irania)
- el campo de batalla de Saosyant
- el nido del ave Simurgh (un mítico pájaro bondadoso).

## Tradición árabe
El monte Qaf (Jabal Qaf o Yebel Qaf) es una montaña misteriosa en la antigua tradición islámica, reconocida como el «punto más alejado de la Tierra». Debido a su lejanía, a veces se considera que esta montaña se encontraría en el polo norte (cuando no se sabía que en el polo norte no hay ningún continente, sino que es un océano congelado).
Según algunos autores, el Yabal Khaf de la cosmología musulmana es una versión de la Rupes Nigra, una montaña cuyo ascenso ―como la escalada de Dante a la montaña del Purgatorio en La divina comedia―, representa el progreso del peregrino a través de variados estados espirituales.